# Jim Harrison
James "Jim" Harrison, född 11 december 1937 i  Grayling, Michigan, död 26 mars 2016 var en amerikansk poet och författare.

### Skönlitteratur
- Wolf: A False Memoir (1971)
- A Good Day to Die (1973)
- Farmer (1976)
- Warlock (1981)
- Sundog: The Story of an American Foreman, Robert Corvus Strang (1984)
- Dalva (1988)
- The Road Home (1998) ISBN 9780871137296, OCLC 39235548
- True North (2004)
- Returning To Earth (2007) ISBN 9781597225229, OCLC 71369560
- The English Major  (2008) ISBN 9780802118639, OCLC 243473921
- The Great Leader (2011) ISBN 9780802119704, OCLC 707255777
- The Big Seven  (2015) ISBN 9780802123923, OCLC 891155364

### Noveller
- Legends of the Fall (1979) Novellsamling: "Revenge", "The Man Who Gave Up His Name", och "Legends of the Fall".
- The Woman Lit By Fireflies (1990). Novellsamling: "Brown Dog", "Sunset Limited", och "The Woman Lit by Fireflies".
- Julip (1994). Novellsamling: "Julip", "The Seven-Ounce Man", and "The Beige Dolorosa".
- The Beast God Forgot to Invent (2000). Novellsamling: "The Beast God Forgot to Invent", "Westward Ho", och "I Forgot to Go to Spain".
- The Summer He Didn't Die (2005). Novellsamling:  "The Summer He Didn't Die", "Republican Wives", och "Tracking".
- The Farmer's Daughter (2009). Novellsamling: "The Farmer's Daughter", "Brown Dog Redux", och "The Games of Night".
- The River Swimmer (2013). Novellsamling: "The Land of Unlikeness" och "The River Swimmer".
- He Dog (2013)
- The Ancient Minstrel (2016). Novellsamling: "The Ancient Minstrel", "Eggs", och "The Case of the Howling Buddhas".

### Fackböcker
- Just Before Dark: Collected Nonfiction (1991)
- The Raw and the Cooked (1992) Dim Gray Bar Press ltd ed
- The Raw and the Cooked: Adventures of a Roving Gourmand' (2001)
- Off to the Side: A Memoir (2002)
- A Really Big Lunch: Meditations on Food and Life from the Roving Gourmand (2017)
- Search for the Genuine, The: Nonfiction, 1970-2015 (2022)

### Barnböcker
- The Boy Who Ran to the Woods (illustrationer av Tom Pohrt) (2000)

### Poesi
- Plain Song (W.W. Norton, 1965)
- Walking (Pym-Randall Press, 1967)
- Locations (W.W. Norton, 1968)
- Outlyer and Ghazals (Simon and Schuster, 1971)
- Letters to Yesenin (Sumac, 1973)
- Returning to Earth (Court Street Chapbook Series) (Ithaca Street, 1977)
- Selected and New Poems, 1961-1981 (Houghton Mifflin, 1981)
- Natural World: A Bestiary (Open Book, 1982)
- The Theory & Practice of Rivers (Winn, 1986). Republished 1989 by Clark City Press.
- After Ikkyu and Other Poems (Shambhala, 1996)
- The Shape of the Journey: New and Collected Poems (Copper Canyon Press, 1998)
- A Conversation (Aralia Press, 2002). Chapbook, tillsammans med Ted Kooser.
- Braided Creek: A Conversation in Poetry (Copper Canyon Press, 2003). Tillsammans med Ted Kooser.
- Livingston Suite (Limberlost Press, 2005). Illustrationer av Greg Keeler.
- Saving Daylight (Copper Canyon Press, 2006)
- In Search of Small Gods (Copper Canyon Press, 2009)
- Songs of Unreason (Copper Canyon Press, 2011)
- Dead Man's Float (Copper Canyon Press, 2016)
- Jim Harrison: The Essential Poems (Copper Canyon Press, 2019).
- Jim Harrison: Complete Poems (Copper Canyon Press, 2021).